# Condor (blindé)
Pour les articles homonymes, voir Condor.

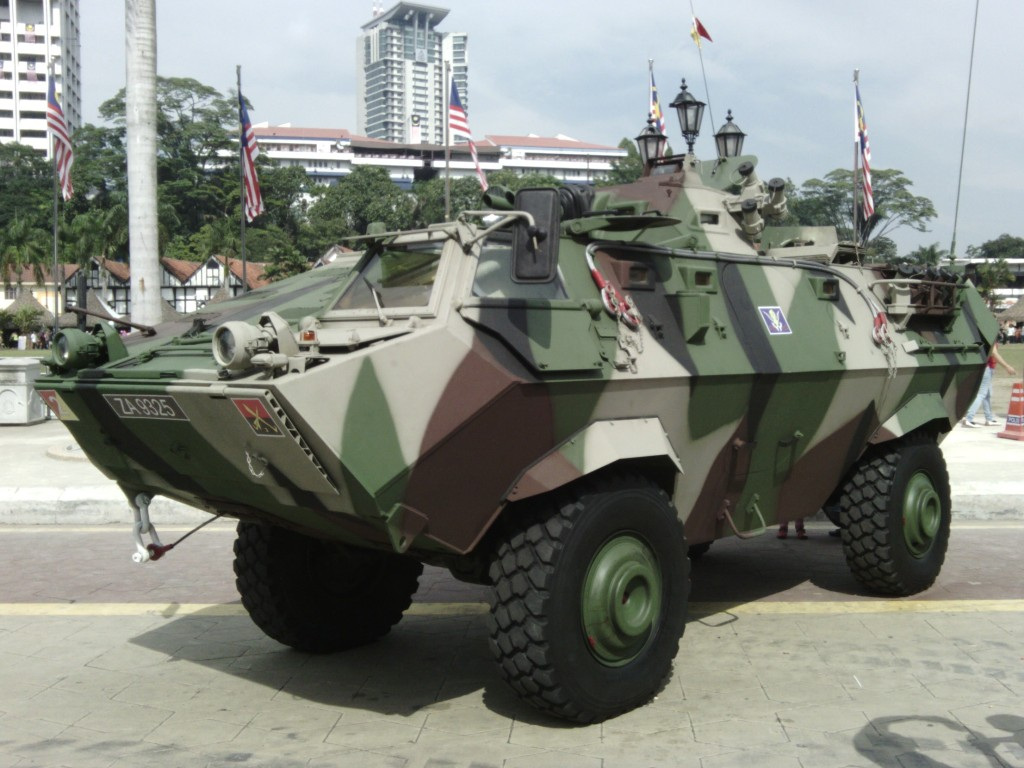
Condor de l'armée malaisienne.

Le Condor est un véhicule blindé de transport de troupes allemand à transmission intégrale conçu par Thyssen-Henschelet fabriqué par Henschel Wehrtechnik GmbH.
Le premier prototype a été achevé en 1978. Le Condor a été conçu pour succéder au Thyssen Henschel UR-416. Le Condor 2, une version améliorée, a été vendu pour la première fois en 2004.